# Der Schrei der Schmetterlinge
Der Schrei der Schmetterlinge (Originaltitel: El grito de las mariposas) ist eine lateinamerikanisch-spanische Miniserie, basierend auf dem Leben der Schwestern Mirabal, Regimegegnerinnen, die sich aktiv an Protesten und Plänen zum Sturz des dominikanischen Diktators Rafael Leónidas Trujillo Molina beteiligten und auf dessen Geheiß am 25. November 1960 ermordet wurden. In Lateinamerika fand die Premiere der Miniserie als Original am 8. März 2023 auf Star+ statt. Im deutschsprachigen Raum erfolgte die Erstveröffentlichung der Miniserie am selben Tag durch Disney+ via Star als Original.

## Handlung
Basierend auf wahren Begebenheiten, kombiniert mit fiktiven Elementen, beleuchtet Der Schrei der Schmetterlinge das Leben der Schwestern Mirabal und ihr Wirken. Die Schwestern Minerva Mirabal, Patria Mirabal, María Teresa Mirabal und Dedé Mirabal, auch bekannt unter dem Decknamen Die Schmetterlinge (Las Mariposas), sowie weitere Teile der Familie beteiligten sich aktiv an den Protesten und Plänen zum Sturz des kaltblütigen dominikanischen Diktators Rafael Leónidas Trujillo Molina und gehörten zu den bekanntesten Regimekritikern und Unterstützern der politischen Gruppierung Bewegung des 14. Juni (Agrupación política 14 de junio). Nachdem der Aufstand der Bewegung gegen das Regime zunächst gescheitert war und zwischenzeitlich Mitglieder der Familie Mirabal inhaftiert waren, jedoch auf Druck der Vereinigten Staaten und der Organisation Amerikanischer Staaten teilweise wieder auf freien Fuß gesetzt wurden, kam es am 25. November 1960 zur Ermordung von Minerva Mirabal, Patria Mirabal und María Teresa Mirabal durch Schergen des Regimes und auf Geheiß von Diktator Trujillo. Der Vertuschungsversuch scheiterte, und die brutale Tat zog schwerwiegende Folgen für das Regime nach sich, welche die Geschichte Lateinamerikas bis zum heutigen Tag prägen. Die Miniserie schildert die Geschehnisse, die sich vor und nach diesem tragischen Tag ereigneten. Später erklärten die Vereinten Nationen den 25. November zum Internationalen Tag gegen Gewalt an Frauen, um an diese Tat sowie den Kampf gegen Diskriminierung und Gewalt jeglicher Art gegen Frauen und Mädchen zu gedenken.

## Besetzung
| Rolle                           | Schauspieler        |
| ------------------------------- | ------------------- |
| Minerva Mirabal                 | Sandy Hernández     |
| Patria Mirabal                  | Alina Robert        |
| María Teresa Mirabal            | Camila Issa         |
| Dedé Mirabal                    | Essined Aponte      |
| Rafael Leónidas Trujillo Molina | Luis Alberto García |
| Petán Trujillo                  | Héctor Noas         |
| Arantxa Oyamburu                | Susana Abaitua      |
| Arantxa Oyamburu (1999)         | Mercedes Sampietro  |
| Asier Oyamburu                  | Guillermo Toledo    |
| Pilar Macías                    | Belén Rueda         |
| Doña Chea Mirabal               | Maridalia Hernández |
| Enrique Mirabal                 | Jairo Camargo       |

## Episodenliste
| Nr. | Deutscher Titel                       | Originaltitel              | Erstveröffentlichung (Lateinamerika) | Deutschsprachige Erstveröffentlichung (D/A/CH) |
| --- | ------------------------------------- | -------------------------- | ------------------------------------ | ---------------------------------------------- |
| 1   | Der Tanz mit dem Teufel               | Bailando con el diablo     | 8. März 2023                         | 8. März 2023                                   |
| 2   | Zwei Wege                             | Dos caminos                | 8. März 2023                         | 8. März 2023                                   |
| 3   | Der Test                              | La prueba                  | 8. März 2023                         | 8. März 2023                                   |
| 4   | Höhen und Tiefen                      | Reencuentro y desencuentro | 8. März 2023                         | 8. März 2023                                   |
| 5   | Der Preis der Träume                  | El precio de los sueños    | 8. März 2023                         | 8. März 2023                                   |
| 6   | Die Gejagten                          | Los perseguidos            | 8. März 2023                         | 8. März 2023                                   |
| 7   | Jetzt bist du Gipsy                   | Serás Gipsy                | 8. März 2023                         | 8. März 2023                                   |
| 8   | Moment der Wahrheit                   | El momento de la verdad    | 8. März 2023                         | 8. März 2023                                   |
| 9   | Bringt Jimmy Alves                    | Traigan a Jimmy Alves      | 8. März 2023                         | 8. März 2023                                   |
| 10  | Lasst uns in unseren Stiefeln sterben | Que nos entierren parados  | 8. März 2023                         | 8. März 2023                                   |
| 11  | Le 14 juin                            | 14 de Junio                | 8. März 2023                         | 8. März 2023                                   |
| 12  | Es soll wie ein Unfall aussehen       | Que parezca un accidente   | 8. März 2023                         | 8. März 2023                                   |
| 13  | Tötet oder werdet getötet             | Matar o morir              | 8. März 2023                         | 8. März 2023                                   |